# Mitch O’Keefe
Mitch O’Keefe (* 29. März 1984 in Almonte, Ontario) ist ein ehemaliger kanadischer Eishockeytorwart und derzeitiger -trainer. Seit März 2024 ist er als Cheftrainer bei den Nürnberg Ice Tigers aus der Deutschen Eishockey Liga (DEL) angestellt.

## Karriere
O’Keefe begann seine Karriere beim Eishockeyteam der Ferris State University und absolvierte drei Spielzeiten in der NCAA, ehe er in der Saison 2007/08 erstmals als Profi auf dem Eis stand und zwei Spiele für die Iowa Stars in der American Hockey League absolvierte. Die folgende Saison begann er bei den Binghamton Senators, wechselte aber trotz guter Leistungen zu den Elmira Jackals in die ECHL, wo er sich die Eiszeit mit Michael-Lee Teslak und David Shantz teilte. In der Spielzeit 2009/10 spielte er für die Utah Grizzlies, wo er jedoch in den Playoffs nicht mehr zum Einsatz kam.
Im Sommer 2010 wurde bekannt, dass O’Keefe nach Europa zum HK Jesenice wechselt, wo er zusammen mit dem Finnen Jaakko Suomalainen das Torhüterduo bilden sollte. Dort kam er jedoch nur vereinzelt zu Einsätzen, sodass der Kanadier zur Saison 2011/12 nach Nordamerika zurückkehrte und sich den Las Vegas Wranglers aus der ECHL anschloss. Nachdem er dort drei Spielzeiten aktiv gewesen war, ließ der Torwart seine Karriere von 2014 bis 2017 in der französischen Ligue Magnus ausklingen, wo er für den HC Amiens Somme zwischen den Pfosten stand.
Danach begann er ab 2018 als Torwarttrainer beim HC Innsbruck zu arbeiten, wo er 2020 zum Cheftrainer befördert wurde. Nach vier Jahren endete seine Tätigkeit auf diesem Posten, ehe er im März 2024 von den Nürnberg Ice Tigers aus der Deutschen Eishockey Liga (DEL) als neuer Cheftrainer vorgestellt wurde.

## Karrierestatistik

### Hauptrunde
(Legende zur Torhüterstatistik: GP oder Sp = Spiele insgesamt; W oder S = Siege; L oder N = Niederlagen; T oder U oder OT = Unentschieden oder Overtime- bzw. Shootout-Niederlage; Min. = Minuten; SOG oder SaT = Schüsse aufs Tor; GA oder GT = Gegentore; SO = Shutouts; GAA oder GTS = Gegentorschnitt; Sv% oder SVS% = Fangquote; EN = Empty Net Goal; 1 Play-downs/Relegation; Kursiv: Statistik nicht vollständig)